# Список графов ван Берг
На этой странице приведён список графов ван Берг.

## Дом Монте
- ок. 1100 — ок. 1140: Константин де Монте
- ок. 1140 — ок. 1190: Рабодо I
- ок. 1190 — ок. 1220: Рабодо II
- ок. 1220—1260: Хендрик
- 1260—1290: Адам I
- 1290—1300: Фредерик I
- 1300—1325: Адам II
- 1325—1340: Фредерик II
- 1340—1360: Адам III
- 1360—1400: Виллем I
- 1400—1416: Фредерик III

## Дом Ван дер Лек
- 1416—1441: Отто ван дер Лек
- 1441—1465: Виллем II
- 1465—1506: Освальд I
- 1506—1511: Виллем III
- 1511/24 — 1546: Освальд II
- 1546—1586: Виллем IV
- 1573—1638: Хендрик
- 1586—1611: Херман
- 1611—1656: Альберт
- 1656—1712: Освальд III

## Дом Гогенцоллерн-Берг
- 1712—1737: Франс Виллем
- 1737—1781: Иоганн Баптист
- 1781—1787: Йоханна Жозефина

## Гогенцоллерны
- 1769—1785: Карл Фридрих
- 1785—1831: Антон Алоис
- 1831—1848: Карл-Антон-Фридрих
- 1848—1885: Карл Антон
- 1885—1905: Леопольд
- 1905—1913: Вильгельм

Вильгельм продал Дом Берг в 1913 году Яну Херману ван Хееку.